# Самурај Џек
Самурај Џек је америчка акционо-авантуристичка анимирана телевизијска серија коју је створио Генди Тартаковски за Картун Нетворк. Емисија прати „Џек“, неименованог јапанског самураја који је, након што је готово победио крајње зло познато као Аку, користећи магичну катану која је у стању да се пресече готово било што, на време га је послао напријед у дистопијску будућност владао је тирански демон који се мењао у облику. Џек, који у будућност доноси само свој огртач, сандале и мач, тражи да се врати у своје време и победи Акуа пре него што ће моћи да преузме свет. Џекова потрага за повратком у свој властити временски период надилази Акуову контролу, али Џекови напори углавном су узалудни због начина на који је повратак кући био ван његовог досега.
Тартаковски је замислио Самураја Џека након што је завршио рад на својој првој оригиналној серији Картун Нетворк, Декстеровој лабораторији, која је премијерно представљена 1996. године. Самурај Џек био је инспирисан узивањем Тартаковског у уживању у телевизијској драми Кунг Фу у којој је глумио Дејвида Карадина, као и због његове фасцинације културом самураја. Премијерајући се 10. августа 2001. са тродијелним филмом направљеним за ТВ под називом Премијерни филм, Самурај Џек првобитно је трајао четири сезоне чинећи тринаест епизода до 25. септембра 2004., а да није закључио општег прича. Емисија је оживела дванаест година касније, пету сезону, што је дало закључак Џековој причи. Пета сезона премијерно је емитована на блоку Тунами за одрасле 11. марта 2017. и завршена је финалном епизодом, која служи као финале серије, 20. маја 2017. Епизоде је режирао Тартаковски, често у сарадњи с другима.
На српски језик је синхронизована за DVD издања Hollydan works-а 2009. године. Синхронизацију је радио студио Блу Хаус.

## Радња
'„Једном давно у далекој земљи, Ја, Аку, Променљиви господаре таме, ослободио сам огромно зло! Али наивни самурај са својим магичним мачем, ми се успротивио. Пре финалног ударца отворио сам временски портал и послао га у будућност где влада зло! Сада он тражи пут у прошлост да би изменио будућност која је Аку,,